# Marconne
Marconne é uma comuna francesa na região administrativa de Altos da França, no departamento de Pas-de-Calais. Estende-se por uma área de 4,18 km². Em 2010 a comuna tinha 1 146 habitantes (densidade: 274,2 hab./km²).